# علامة أوت
علامة أوت هو فحص لاختبار حركة فقر الصدر. يقف المستشفي ثم ترسم علامة على سِنْسِة فقرة الرقبة السابعة ثم تُرسم علامة أخرى تحتها تبعدها 30 سم. إذا انكب المستشفي بانت العلامتان عن بعضهما 3-4 سم في البشر الصحيح. أما إذا كان به يبوسة في فقاره (كما في مرض Bechterew) فإن البين بين العلامتين يكون أقل. سميت العلامة على اسم فكتور رودلوف أوت [الألمانية].